# اختبار مقياس الإبسيلون

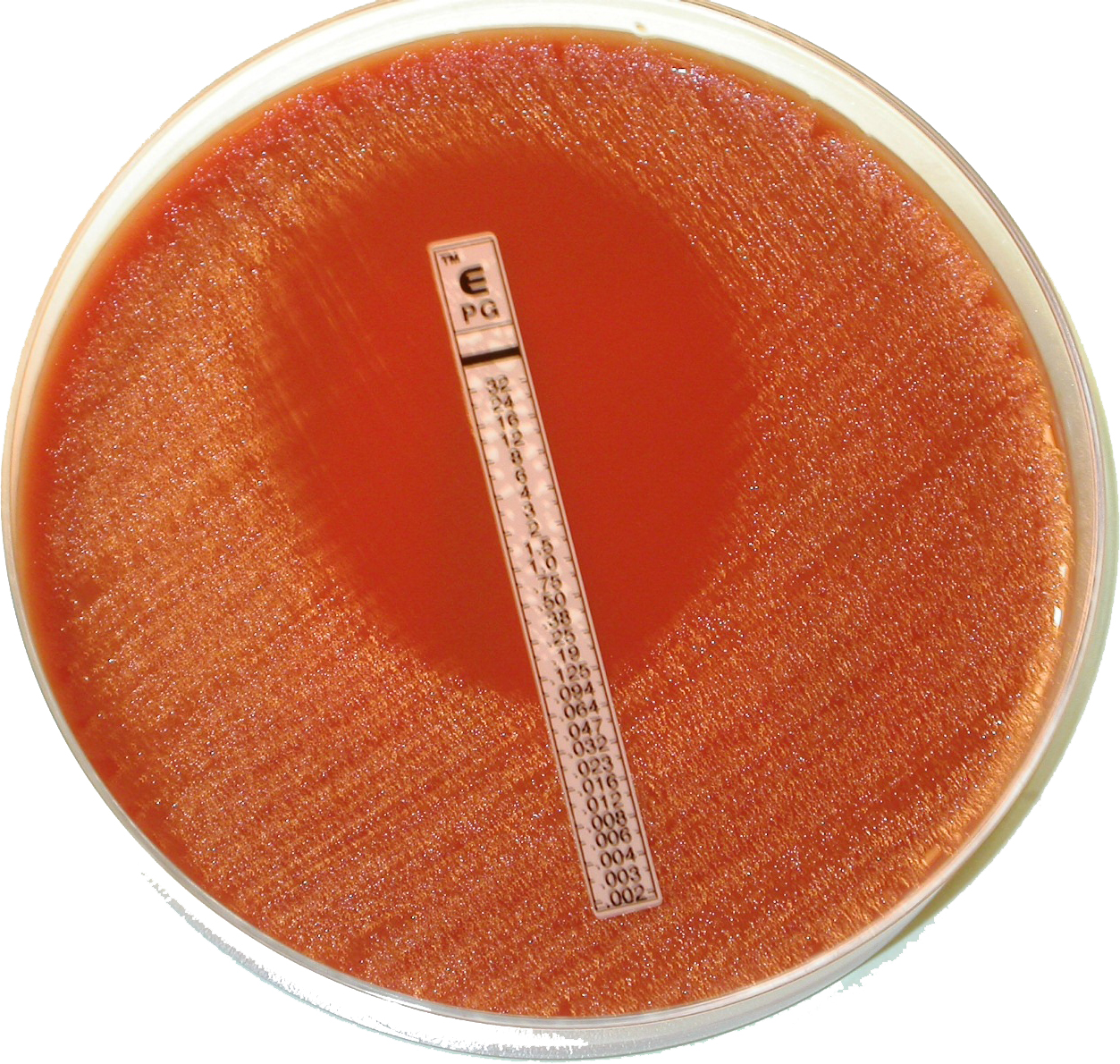
اختبار قياس الإبسيلون

اختبار مقياس الإبسيلون (عادة يتم اختصاره Etest) هو اختبار يتم في المعمل ويستخدمه علماء الأحياء الدقيقة لتحديد ما إذا كانت سلالة معينة من البكتيريا أو الفطريات عرضة لأفعال مضادات حيوية معينة أم لا. وهذا الاختبار هو الأكثر شيوعًا في تحضير الدواء، حيث تم العثور على كائن معين لإصابة المريض، ويطلب الطبيب المعالج للمريض التركيز على المضاد الحيوي المناسب.

## نبذة تاريخية
كان أول وصف لمبدأ اختبار قياس الإبسيلون في عام 1988م وتم تقديمه تجاريًا في عام 1991م عن طريق إيه بي بيو ديسك (AB Biodisk).

## الأصل
يعد اختبار قياس الإبسيلون في الأصل إحدى طرق الآنِتِشارِ بالأَغَار.
يستخدم اختبار قياس الإبسيلون شريطًا مستطيل الشكل الذي يتم تخصيبه بالعقاقير لتتم دراستها. ينتشر عشب البكتيريا وينمو على صفيحة الأغار، ويوضع شريط اختبار قياس الإبسيلون على القمة؛ تنتشر العقاقير في الأغار منتجة تدرجًا أسيًا للعقاقير ليتم اختبارها. وهناك نطاق أسي مطبوع على الشريط. بعد 24 ساعة من الحضانة، يتم إنتاج منطقة بيضاوية للتثبيط ونقطة التقاء القطع الناقص ويعطي الشريط قراءة الحد الأدنى للتركيز المثبط (MIC) من المخدرات.

## التحقق
تم التحقق من صحة الاختبار في كثير من الكائنات أمام طريقة تخفيف المرق/الأغار وتبين أن لها علاقة ممتازة. وهذه قائمة جزئية من الكائنات الحية والمضادات الحيوية التي تم التحقق من صحة الاختبار فيها.
- الزائفة الزنجارية: وأميكاسين والسيفتازيديم وجنتاميسين وبيبيراسيلين تيكارسيلين وتوبراميسين[1]

تعكس القائمة التالية (بالترتيب الأبجدي) مدى توفر شرائط اختبار قياس الإبسيلون في الولايات المتحدة الأمريكية لاستخدام التشخيص في المختبر (في يناير 2010م):
أميكاسين
أموكس/كلاف،
أموكسيسيلين
أمبيسيل/سولب؛
أمبيسيلين،
أزيثروميسين،
أزتريونام،
بنزيل بنسلين (32 و 256 ميكروغرام/مل)،
سيفاكلور،
سيفيبيم،
سيفوتاكسيم (32 و256 ميكروغرام/مل)،
سيفوتينان،
سيفوكسوتين،
سيفتازاديم،
سيفتيزوكزيم،
سيفترياكزوني،
سيفوروكزيم،
سيفالوثين،
كلورامفينيكول،
سيبروفلوكساسين،
كلينداميسين،
دابتوميسين،
دوريبينيم،
إيرتابينيم،
الاريثروميسين،
فوسفوميسين،
جاتيفلوكساسين،
جيميفلوكساسين،
جنتاميسين (256 و1024 ميكروغرام/مل)،
إيميبنيوم
ليفوفلوكساسين،
لينزوليد،
ميروبينيم،
ميترونيدازول،
المينوسكلين،
موكسيفلوكساسين،
أوفلوكساسين،
أوكساسيلين،
بيب/تازو،
بيبيراسيلين،
كوينوبري/دالفوبري،
ريفامبيسين،
تيسار/كلاف،
تيجيسيسلبن،
تريم/سولفا،
ميثوبريم،
فانكومايسين،
اختبار قياس الإبسيلون لاختبار حساسية مضادات الفطريات
فلوكونازول،
الايتراكونازول،
فلوسيتوزين،
فوريكونازول
اختبار قياس الإبسيلون لكشف الطيف الممتد لاكتاماز بيتا
حمض سيفوتاكسيم/كلاف
حمض السيفتازيديم/كلاف

## وصلات خارجية
- Mendoza MT (1998). "What's New in Antimicrobial Susceptibility Testing?". Phil J Microbiol Infect Dis. ج. 27 ع. 3: 113&amp, ndash, 115.